# Nanteau-sur-Essonne
Nanteau-sur-Essonne és un municipi francès, situat al departament de Sena i Marne i a la regió de Illa de França. L'any 2007 tenia 426 habitants.
Forma part del cantó de Fontainebleau, del districte de Fontainebleau i de la Comunitat de comunes Pays de Nemours.

## Demografia

### Població
El 2007 la població de fet de Nanteau-sur-Essonne era de 426 persones. Hi havia 166 famílies, de les quals 36 eren unipersonals (20 homes vivint sols i 16 dones vivint soles), 55 parelles sense fills, 67 parelles amb fills i 8 famílies monoparentals amb fills.
La població ha evolucionat segons el següent gràfic:
Habitants censats

### Habitatges
El 2007 hi havia 240 habitatges, 166 eren l'habitatge principal de la família, 61 eren segones residències i 13 estaven desocupats. Tots els 240 habitatges eren cases. Dels 166 habitatges principals, 151 estaven ocupats pels seus propietaris, 13 estaven llogats i ocupats pels llogaters i 3 estaven cedits a títol gratuït; 3 tenien dues cambres, 17 en tenien tres, 40 en tenien quatre i 107 en tenien cinc o més. 137 habitatges disposaven pel capbaix d'una plaça de pàrquing. A 59 habitatges hi havia un automòbil i a 102 n'hi havia dos o més.

### Piràmide de població
La piràmide de població per edats i sexe el 2009 era:
| Homes | Edats   | Dones |
| ----- | ------- | ----- |
| 0     | 95 o +  | 0     |
| 0     | 90 a 94 | 0     |
| 0     | 85 a 89 | 4     |
| 0     | 80 a 84 | 0     |
| 16    | 75 a 79 | 12    |
| 8     | 70 a 74 | 4     |
| 8     | 65 a 69 | 16    |
| 4     | 60 a 64 | 8     |
| 8     | 55 a 59 | 8     |
| 24    | 50 a 54 | 8     |
| 20    | 45 a 49 | 16    |
| 20    | 40 a 44 | 28    |
| 16    | 35 a 39 | 12    |
| 8     | 30 a 34 | 16    |
| 4     | 25 a 29 | 4     |
| 8     | 20 a 24 | 12    |
| 20    | 15 a 19 | 4     |
| 20    | 10 a 14 | 8     |
| 8     | 5 a 9   | 28    |
| 20    | 0 a 4   | 4     |

## Economia
El 2007 la població en edat de treballar era de 271 persones, 205 eren actives i 66 eren inactives. De les 205 persones actives 193 estaven ocupades (103 homes i 90 dones) i 12 estaven aturades (6 homes i 6 dones). De les 66 persones inactives 27 estaven jubilades, 20 estaven estudiant i 19 estaven classificades com a «altres inactius».

### Ingressos
El 2009 a Nanteau-sur-Essonne hi havia 167 unitats fiscals que integraven 445 persones, la mediana anual d'ingressos fiscals per persona era de 26.251 €.

### Activitats econòmiques
Dels 12 establiments que hi havia el 2007, 1 era d'una empresa de fabricació d'altres productes industrials, 2 d'empreses de comerç i reparació d'automòbils, 1 d'una empresa d'informació i comunicació, 2 d'empreses immobiliàries i 6 d'empreses de serveis.
L'any 2000 a Nanteau-sur-Essonne hi havia 5 explotacions agrícoles.

## Poblacions més properes
El següent diagrama mostra les poblacions més properes.